# Antanartia nigrescens
Antanartia nigrescens är en fjärilsart som beskrevs av Suffert 1904. Antanartia nigrescens ingår i släktet Antanartia och familjen praktfjärilar. Inga underarter finns listade i Catalogue of Life.